# Diecezja Laoag
Diecezja Laoag, diecezja rzymskokatolicka na Filipinach. Powstała w 1961 z terenu archidiecezji Nueva Segovia.

## Lista biskupów
- Antonio Lloren Mabutas † (1961-1970)
- Rafael Montiano Lim † (1971-1978)
- Edmundo Abaya (1978-1999)
- Ernesto Salgado (2000-2005)
- Sergio Utleg (2006-2011)
- Renato Mayugba (od 2012)